# Journal du Jura
Das Journal du Jura ist eine französischsprachige Schweizer Tageszeitung aus der Stadt Biel und französischsprachiges Pendant des Bieler Tagblatt. Im Dezember 2020 ging es vom Verlag Gassmann auf die Mengis-Gruppe aus Visp von Unternehmer Fredy Bayard über.
Das Journal du Jura wurde 1871 als Organ der jurassischen Liberalen gegründet. Vorläufer war das Feuille d’Avis (1863) bzw. das Feuille d’Avis de Bienne et de Neuveville (1868). 1956 übernahm es die einzige lokale Konkurrenzzeitung in Moutier, den Petit Jurassien. Ausgaben des Journal du Jura von 1976 bis 1995 wurden digitalisiert und sind auf der Plattform e-newspaperarchives.ch zugänglich.
Seit 2007 bezieht die Zeitung seinen nationalen und internationalen Inhaltsteil von der Westschweizer Tageszeitung ArcInfo.
Stand 2025 ist das Journal du Jura die einzige französischsprachige Tageszeitung des Kanton Berns und richtet sich hauptsächlich an die Bevölkerung des Berner Juras sowie die französischsprachige Bevölkerung der Stadt Biel.